# Marizópolis
Marizópolis är en kommun i Brasilien.   Den ligger i delstaten Paraíba, i den östra delen av landet, 1 400 km nordost om huvudstaden Brasília. Antalet invånare är 6 173.
Omgivningarna runt Marizópolis är huvudsakligen savann. Runt Marizópolis är det ganska tätbefolkat, med 75 invånare per kvadratkilometer.